# Stadio Ďolíček
Il Ďolíček [ˈɟoliːʧɛk], in origine Stadio Danner, è uno stadio polivalente di Praga, in Repubblica Ceca.
È impiegato soprattutto per le partite di calcio e ospita gli incontri interni del Bohemians 1905. La sua edificazione presso il torrente Botič fu ultimata nel 1932. Alla costruzione contribuì significativamente Zdeněk Danner, direttore della Cassa di Risparmio di Vršovice. L'inaugurazione dello stadio ebbe luogo il 27 marzo 1932 davanti a 18 000 spettatori, con un doppio incontro Bohemians-Slavia e Viktoria-Teplitzer.
Due successive ristrutturazioni, nelle estati 2003 e 2007, hanno ridotto progressivamente la capienza dell'impianto: la prima a 13 388 (3 028 seduti), la seconda a 9 000 (3 800 seduti). In seguito, con la rimozione dei posti in piedi, la capacità dello stadio si è assestata a 6300 posti.
Nelle stagioni 2010-11 e 2011-12, per decisione della maggioranza degli azionisti, il Bohemians ha dovuto spostare i propri incontri interni al vicino Eden Aréna, stadio di casa dello Slavia. Nel 2011 il consiglio di quartiere di Praga 10 ha approvato una proposta d'acquisto dello stadio.